# بهترین‌های لورا برانیگن
«بهترین‌های لورا برانیگن» (به انگلیسی: The Best of Laura Branigan) آلبومی از هنرمند اهل ایالات متحده آمریکا لورا برانیگن است که در سال ۱۹۸۸ میلادی منتشر شد.